# In Pine Effect
In Pine Effects è il terzo album di Mike Paradinas, pubblicato nel 1995 dalla Astralwerks con lo pseudonimo di µ-Ziq.

## Tracce
1. Roy Castle – 6:41
2. Within a Sound – 6:05
3. Old Fun #1 – 7:04
4. Dauphine – 6:37
5. Funky Pipecleaner – 6:49
6. Iced Jem – 6:03
7. Phiesope – 6:03
8. Mr. Angry – 5:36
9. Melancho – 5:20
10. Pine Effect – 4:51
11. Problematic – 6:12
12. Green Crumble – 3:56